# Bene Gesserit
Pour l’article homonyme, voir Bene Gesserit (groupe).
 (juin 2024).
Si vous disposez d'ouvrages ou d'articles de référence ou si vous connaissez des sites web de qualité traitant du thème abordé ici, merci de compléter l'article en donnant les références utiles à sa vérifiabilité et en les liant à la section « Notes et références ».
L'ordre du Bene Gesserit est, dans la série de romans du Cycle de Dune de l’écrivain Frank Herbert, un groupement de femmes qui exerce une influence politique et religieuse au travers des siècles dans la société de l'Imperium, puis dans les siècles suivants, pour mener l'humanité vers des buts qui lui sont propres.
Ce groupe, aux origines et motivations mystérieuses, est décrit comme une sororité dont les membres entraînent leur corps et leur esprit à travers des années de conditionnement physique et mental afin d'obtenir des pouvoirs et des capacités surhumaines. Les acolytes qui achèvent l'enseignement dispensé par le Bene Gesserit sont appelées Révérendes Mères dans les rangs de l'organisation.
Organisation semi-mystique et école réputée, le Bene Gesserit et ses Sœurs sont connues pour leurs capacités spécifiques qu'elles ont jalousement développées et codifiées au fil des siècles, qui peuvent sembler magiques aux yeux des étrangers, au point d'être surnommée les Sorcières du Bene Gesserit par leurs ennemis.
Du fait des compétences uniques dont dispose le Bene Gesserit, celui-ci est l'objet d'alliances avec les autres forces et maintient son influence en éduquant et proposant son enseignement aux femmes des Grandes Maisons, et en installant certaines de ses initiées en tant qu'épouses et concubines dans les familles importantes (notamment celles des Grandes Maisons) à son avantage. Les Sœurs du Bene Gesserit ne sont cependant fidèles qu'à elles-mêmes. En effet, le Bene Gesserit, pour atteindre ses objectifs et éviter les ingérences extérieures, fait souvent passer l’illusion d’être fidèle à d’autres groupes ou individus, pour mieux les manœuvrer. Chacun des mouvements du Bene Gesserit est calculé en fonction d'un résultat précis et déterminé à l'avance.
L'un des secrets les mieux gardés de l'Ordre est de faire aboutir son programme génétique millénaire, dont le but est de créer le Kwisatz Haderach, l'être suprême, qui leur donnerait les clés du passé et du futur de l'humanité par son accès sans limite à la mémoire génétique de ses ancêtres mâles et femelles. Néanmoins, à la suite de l'avènement inattendu du Kwisatz Haderach en la personne de Paul Atréides qui échappe à tout contrôle de la part de l'Ordre et, ultérieurement, du règne du « Tyran » Leto II Atréides qui met le Bene Gesserit à genoux pendant plus de trois millénaires sans pour autant l'éradiquer, la communauté des Sœurs continue son programme génétique avec prudence, en s’assurant avant tout de ne pas perdre le contrôle de son projet pour ne pas renouveler son erreur.

## Étymologie
En latin : bene qui signifie « bien » et gesserit, forme de la troisième personne du singulier du verbe gero (« agir, se comporter ») conjuguée au futur antérieur. On pourrait donc traduire Bene gesserit par « [celle qui] se sera bien comportée ».
En arabe, « Bene Gesserit »  signifie « Fils de l'île/de la péninsule ». La péninsule arabique est souvent appelée « Al Jazirah » (la péninsule). Le terme « Beni » peut également signifier une descendance ou un village/une ville habité/e à l'origine par une tribu/un clan.

## Origines
L'ordre du Bene Gesserit a été fondé par Raquella Berto-Anirul, petite-fille de Vorian Atréides. Après avoir été infectée par le Fléau de Rossak, elle est transportée dans un cénote contenant une eau spécifique par les Mal-Nés, où elle apprend à maîtriser chacune de ses cellules afin de combattre le poison qui est en elle. C'est la première utilisation connue des modifications de la biochimie interne couramment employées par les Sœurs (notamment au cours du rite de l’Agonie de l'épice). C'est également à ce moment qu'elle accède pour la première fois à la « Mémoire Seconde » et à l'utilisation de la « Voix » face à Ticia Cenva, la chef déchue des Sorcières de Rossak. Les Sorcières de Rossak' sont des femmes de la planète Rossak aux pouvoirs psychiques.
Les sorcières fondatrices sont notamment Zufa Cenva, Heoma, Camio, Rucia, Silin, Tirbès.
Par la suite, après avoir recouvré ses forces, Raquella Berto-Anirul convainc les sorcières de Rossak ayant survécu à l'épidémie d'unir leurs forces. Celles-ci apportent à l'Ordre du Bene Gesserit leurs très nombreuses archives génétiques.

## Rôle et pouvoirs
Le Bene Gesserit est une organisation féminine et matriarcale de pouvoir politique, spirituel et religieux sans équivalent. Son emprise sur le pouvoir en place est insidieuse, mais incontestable. L'ordre des Sœurs préfère influencer et agir dans l'ombre plutôt que d'avoir une place active et en pleine lumière au sein de la société de l'Imperium. Malgré son envergure, un ensemble de pouvoirs (plutôt masculins) peut lui être comparé :
- l'Empereur Padishah, le souverain incontesté de l'Imperium, chef du Landsraad jusqu'à l'avènement de Paul Atréides ;
- la Guilde spatiale, qui représente le pouvoir indépendant des transports spatiaux et qui garde jalousement son monopole du transport spatial longue distance (entre les systèmes stellaires) par le biais de ses Navigateurs et ses vaisseaux long-courriers ;
- le CHOM ou « Combinat des Honnêtes Ober Marchands », une organisation tentaculaire gérant les principales transactions commerciales dans tout l'univers connu ;
- le Bene Tleilax : le seul autre ordre de cet univers (du moins à l'époque de Dune), qui utilise les pouvoirs de la biologie, et plus particulièrement la génétique afin de créer des clones, nommés gholas et des Danseurs-Visage, grâce aux cuves Axolotl. Les Tleilaxus sont ainsi passés maîtres dans la « résurrection » des corps via les gholas et, plus tard, développeront la fabrication de l'épice de synthèse ;
- les Ixiens, des concepteurs et des fabricants de matériel de haute technologie qui utilisent une science et une ingénierie avancée, de façon non mystique. Ils sont les créateurs de la plupart des machines et de l'équipement sophistiqué de l'Empire. Certains les suspectent d'avoir sciemment ignoré l'interdit, à la suite du Jihad Butlérien, de fabriquer ou d'utiliser des Machines Pensantes (des ordinateurs dotés d'intelligence artificielle).

## Organisation
Bien qu'étant un ordre matriarcal quasi-exclusivement composé de femmes, le Bene Gesserit emploie aussi des hommes pour certaines fonctions précises (par exemple une partie du personnel militaire, certains ouvriers, personnels techniques ou encore les reproducteurs et entraineurs sexuels de l'ordre sont des hommes).
Les Sœurs du Bene Gesserit sont organisées selon différents rangs au sein de l'ordre.
- Postulante, les novices qui accèdent aux enseignements de base de l'Ordre.
- Acolyte, les Sœurs acceptées dans la communauté et qui poursuivent leur formation.
- Révérende Mère, les Sœurs qui ont réussi l'étape de l’Agonie de l'épice, recevant la Mémoire Seconde et pleinement actives au sein de l'Ordre ; elles ont normalement une fonction précise (Maitresse généticienne, Rectrice, Imprégnatrice, Diseuse de Vérité, etc.)
- La Mère supérieure du Bene Gesserit, qui dirige l'Ordre et impulse la politique du B.G., ainsi que le suivi du programme génétique.

Les Sœurs servent le Bene Gesserit selon leur « utilité » pour l'ordre. Ainsi, les Imprégnatrices sont destinées à procréer avec des membres précis des lignées des Grandes Maisons du Landsraad, en fonction des intentions du Bene Gesserit concernant son programme génétique. D'autres sont utilisées plutôt pour leurs qualités génétiques : force physique, endurance, mémoire, réflexes, capacités d'enseignantes, gestionnaires, etc. D'autres encore sont spécialisées vers des emplois précis : Maitresses généticiennes, mentats, Diseuses de Vérité, docteurs Suk, Rectrices (enseignantes et surveillantes), personnels de sécurité, messagères, espionnes, etc.
Les Diseuses de Vérité peuvent détecter la vérité dans les propos entendus. Ces sœurs entraînées sont capables de déterminer si quelqu'un ment en analysant sa façon de parler, son langage corporel ou d’autres signes physiques comme le pouls. Les Diseuses de Vérité sont largement utilisées en politique et dans les échanges commerciaux. Les empereurs Padishah en ont toujours une à leur service. Combiné à la Voix, leur don les rend indispensables pour les interrogatoires. Elles ne sont cependant pas infaillibles : Vladimir Harkonnen refuse que ses subordonnés lui disent précisément ce que sont devenus Jessica et Paul Atréides, afin de pouvoir affirmer devant l'Empereur qu'il n'est pas directement responsable de leur mort. En principe tous les humains détiennent ces perceptions, mais un entraînement rigoureux est nécessaire afin d’en faire un usage efficace. L'habileté à percevoir la vérité peut également être un don à la naissance. Gaius Helen Mohiam, elle-même Diseuse de Vérité, a reconnu ce don inné en Paul Atréides, lors de leur première rencontre sur Caladan en l'an 10191 AG.

## Personnages
Liste des adeptes (acolytes, Sœurs ou Révérendes Mères) et des autres personnes affiliées au Bene Gesserit, évoqués pour la première fois dans les romans du Cycle de Dune de Frank Herbert.
Les personnages de Paul Atréides (élevé dans la « Manière » B.G.), ainsi que Alia et les enfants de Paul, Leto et Ghanima Atréides (ayant tous trois les capacités d'une Révérende Mère à la naissance en tant que « pré-nés », du fait de leurs ancêtres) ne sont pas considérés comme faisant partie de l'Ordre au sens strict, une organisation à laquelle ils se sont confrontés, ou qu'ils ont reniée à un moment donné.
Dans Dune
- Anirul — Adepte B.G. du Rang caché (Hidden Rank), Anirul est citée dans Dune comme la femme du 81e Empereur Padishah, Shaddam IV et la mère de ses cinq filles, les princesses Irulan, Chalice, Wensicia, Josifa et Rugi[5].
- Dame Jessica — Sœur du B.G., fille cachée du baron Vladimir Harkonnen, concubine du duc Leto Atréides et mère de Paul (qu'elle éduqua dans la Manière B.G. durant ses jeunes années) et Alia Atréides. Devient Révérende Mère chez les Fremen d'Arrakis lors d'une « orgie Tau » au Sietch Tabr et fait le « Partage » avec la Révérende Mère Ramallo. Dans Les Enfants de Dune, elle revient sur Arrakis, par peur de problèmes entre sa fille Alia et les descendants de Paul, les jumeaux Leto II et Ghanima, et éduquera dans la Manière B.G. le Prince Farad'n sur Salusa Secundus.
- Dame Margot Fenring — Sœur du B.G., épouse du comte Hasimir Fenring, un ami proche de l'Empereur Padishah Shaddam IV. Elle prévient Dame Jessica de la menace de mort qui pèse sur son fils Paul, et plus tard séduit Feyd-Rautha Harkonnen sur ordre de ses supérieures du B.G., pour récupérer son matériel génétique durant l'acte sexuel.
- Princesse Irulan — Sœur du B.G., fille ainée de l'Empereur Padishah Shaddam IV et de la Bene Gesserit du Rang caché Anirul. Dans Dune, elle devient l’épouse consort de Paul Muad'Dib Atréides quand celui-ci dépose son père du trône impérial. Dans Le Messie de Dune, Irulan est une des conseillères de Paul (mais fera partie de la conspiration contre l'Empereur). Dans Les Enfants de Dune, regrettant ses actes après la disparition de Paul dans le désert, elle se veut une mère de substitution pour les enfants jumeaux de Paul, devenus orphelins.
- Gaius Helen Mohiam — Révérende Mère de haut statut, Diseuse de Vérité à la cour impériale de l'Empereur Padishah Shaddam IV. C'est elle qui vient à Castel Caladan pour tester l'humanité de Paul Atréides. Dans Le Messie de Dune, elle est emprisonnée après être arrivée clandestinement sur Arrakis, ce que Paul lui avait défendu de faire, puis exécutée par Stilgar en punition de ses crimes contre Paul (participation à la conspiration contre l'Empereur).
- Ramallo — Révérende Mère des Fremen. À sa mort, Ramallo transmet sa Mémoire Seconde à Jessica avec la cérémonie du « Partage » lors de l'« orgie Tau » au Sietch Tabr.
- Wanna Marcus — Adepte du B.G., épouse de Wellington Yueh, le docteur Suk de la Maison Atréides. Meurt à la suite des tortures infligées par Piter de Vries, le Mentat-assassin du baron Vladimir Harkonnen, ce dernier faisant chanter Yueh pour qu'il trahisse le duc Leto.

Dans Le Messie de Dune
- Tanidia Nerus — Adepte du B.G., brièvement mentionnée en tant que mère de Dame Jessica durant son accouplement avec le baron Vladimir Harkonnen[6].

Dans Les Enfants de Dune
- Prince Farad'n — Adepte du B.G., fils de la princesse Wensicia et petit-fils de l'Empereur Padishah Shaddam IV de la Maison Corrino. Entraîné à la Manière du B.G. par Dame Jessica sur Salusa Secundus, il devient ensuite (sous le nom de « Harq Al Ada ») le scribe impérial de Leto II (devenu l'Empereur-Dieu) et le concubin de Ghanima Atréides, avec qui il engendrera la descendance de Leto II pour son programme génétique.

Dans L'Empereur-Dieu de Dune
- Tertius Eileen Anteac — Révérende Mère, Diseuse de Vérité. Mentat caché (discipline interdite par l'Empereur-Dieu à cette époque). Envoyée sur Dune (nom officiel d'Arrakis à cette époque) avec la Révérende Mère Luyseyal pour une audience avec l'Empereur-Dieu Leto II, qui coïncide avec les festivités décennales.
- Quintinius Violet Chenoeh — Sœur du B.G (mourra avant de devenir Révérende Mère) spécialisée en tant qu'enregistreuse vocale. Envoyée sur Dune (avec Sœur Tawsuoko) par la Révérende Mère Syaksa pour converser avec l'Empereur-Dieu. Bien des siècles après sa mort, elle reste un exemple pour la communauté du B.G. (dans La Maison des Mères, un buste de Chenoeh se trouve dans le bureau de la Mère Supérieure sur la planète du Chapitre).
- Marcus Claire Luyseyal — Révérende Mère, Diseuse de Vérité. Envoyée sur Dune avec la Révérende Mère Anteac pour une audience avec l'Empereur-Dieu Leto II, qui coïncide avec les festivités décennales. Teste l'immortalité de l'Empereur-Dieu en amenant secrètement un flacon d'essence d’Épice à proximité, sans succès.
- Syaksa — Révérende Mère, envoie sur Dune les Sœurs Chenoeh et Tawsuoko en mission de collecte d'information sur l'Empereur-Dieu.
- Tawsuoko — Sœur du B.G. Envoyée sur Dune (avec Sœur Chenoeh) par la Révérende Mère Syaksa pour converser avec l'Empereur-Dieu.

Dans Les Hérétiques de Dune
- Bellonda — Révérende Mère, Mentat-archiviste du B.G. et conseillère de la Mère supérieure Taraza, puis de Darwi Odrade.
- Sheeana Brugh — Jeune fille native de la planète Rakis (anciennement Arrakis/Dune) dont la capacité unique de contrôler les vers géants de Dune est révélée après que son village dans le désert est détruit par l'un des monstres. Sheeana rejoint ensuite le B.G et, éduquée notamment par Darwi Odrade, devient Révérende Mère. Par la suite (dans La Maison des mères), Sheeana est chargée de surveiller l'implantation des vers des sables sur la planète du Chapitre, après la destruction de Rakis par les Honorées Matriarches. Elle effectue le « Partage » avec Tamalane avant que celle-ci ne parte sur Jonction avec Odrade.
- Carlana — Jeune acolyte du B.G dont le Bashar Miles Teg — alors qu'il est soumis à la sonde-T par les forces de la Dispersion — se souvient (car elle tenta de lui soutirer des informations) quand elle vint sur sa planète natale Lernaeus, dans la suite d'une importante Révérende Mère venue parler à la mère de Teg.
- Hesterion — Révérende Mère, Archiviste et conseillère de la Mère supérieure Taraza et l'une des rares Sœurs avec un accès aux archives des « Naissances problématiques » du programme génétique des Sœurs.
- Luran Geasa — Révérende Mère, première instructrice de l'enfant-ghola Duncan Idaho sur la planète Gammu (anciennement Giedi Prime). Remplacée par la Révérende Mère Tamalane car Geasa se prit d'amitié pour le jeune Duncan et lui révéla son statut de ghola.
- Lucille (Lucilla) — Révérende Mère, jeune et attirante Imprégnatrice envoyée sur Gammu pour charmer et entraîner le dernier ghola Duncan Idaho en date, en vue d'une mission sur Rakis. Ressemble physiquement (en plus charnue) à la Révérende Mère Darwi Odrade. Dans La Maison des Mères, Lucille tente de sauver la mémoire collective de la Communauté B.G. de Lampadas (la « Horde de Lampadas ») avant que la planète ne soit détruite par les forces des Honorées Matriarches. Elle parvient à partager sa mémoire avec la Révérende Mère « sauvage » Rebecca rencontrée sur Gammu, mais est capturée et finalement tuée sur Jonction par Dama, la chef des Honorées Matriarches.
- Murbella — Jeune Honorée Matriarche, capturée par le B.G. sur Gammu et endoctrinée avec son accord dans la Communauté des Sœurs. Dans La Maison des Mères, elle tue sur Jonction Logno, la chef des Honorées Matriarches qui a succédé à Dama, alors que la Mère supérieure du Bene Gesserit Darwi Odrade est tuée par la Matriarche Elpek. Elle tue à son tour Elpek. Devenue la nouvelle Très Honorée Matriarche et la Mère Supérieure du Bene Gesserit, Murbella tente ensuite de renforcer son autorité à la tête des deux groupes, pour empêcher le bain de sang entre les deux communautés.
- Darwi Odrade (dite « Dar ») — Révérende Mère, descendante Atréides et fille cachée du Bashar Miles Teg. Ressemble physiquement (en plus maigre) à la Révérende Mère Lucille. Prend en charge l'éducation de Sheena sur Rakis. Devient Mère Supérieure du B.G. après la mort de Taraza lors d'un attentat sur Rakis. Dans La Maison des Mères, elle est tuée sur Jonction par les Honorées Matriarches.
- Dame Janet Roxbrough — Sœur du B.G., mère du Bashar Suprême Miles Teg, qu'elle éduqua dans la Manière B.G durant ses jeunes années. Mariée à un représentant du CHOM.
- Schwangyu — Révérende Mère, chargée du « Projet ghola » Duncan Idaho sur Gammu. En tant que chef de la faction de la Communauté de Sœurs qui croit que ces gholas sont un danger pour leur Ordre et ses buts, elle tente d'encourager subtilement l'échec du projet. Tuée dans l'attaque de la citadelle B.G. de Gammu par les forces des Honorées Matriarches.
- Tamalane — Révérende Mère, instructrice du ghola Duncan Idaho sur Gammu après la Révérende Mère Geasa. Dans La Maison des Mères, Tamalane est l'une des conseillères de la Mère Supérieure Darwi Odrade et accompagne celle-ci, avec Dortujla et l'acolyte Suipol dans le voyage sur Jonction pour rencontrer Dama, la chef des Honorées Matriarches, alors que le ghola Miles Teg prend la tête de la force d'attaque sur Gammu. Elle effectue le « Partage » avec Sheena avant de partir sur Jonction. Tuée par les Honorées Matriarches sur Jonction.
- Alma Mavis Taraza (dite « Tar ») — Révérende Mère, Mère Supérieure du B.G. Elle sort l'ancien Bashar Suprême Miles Teg de sa retraite sur Lernaeus pour s'occuper de la défense et de l'entraînement du dernier ghola Duncan Idaho en date sur Gammu. Tuée dans un attentat sur Rakis ; avant de mourir, elle transfère sa Mémoire Seconde à Darwi Odrade, qui devient la nouvelle Mère Supérieure.
- Miles Teg — Mentat et ancien Bashar Suprême du B.G., fils de Dame Janet Roxbrough qui l'éduqua dans la Manière B.G durant ses jeunes années. Sorti de sa retraite sur Lernaeus par la Mère Supérieure Taraza pour entraîner et protéger le dernier ghola Duncan Idaho sur Gammu, il meurt à la fin du roman dans la destruction de la planète Rakis par les Honorées Matriarches. Dans La Maison des Mères, il revient sous forme d'un ghola, élevé sur la planète du Chapitre.

Dans La Maison des mères
- Dortujla — Révérende Mère, chef de la citadelle B.G. sur la planète Buzzell. Exilée sur cette planète disciplinaire pour faute, (le « Crime de Jessica », c'est-à-dire l'amour, interdit par le B.G.), elle accompagne ensuite sur Jonction la Mère Supérieure Darwi Odrade, avec Tamalane et l'acolyte Suipol dans le voyage pour rencontrer Dama, la chef des Honorées Matriarches, alors que le ghola Miles Teg prend la tête de la force d'attaque sur Gammu. Tuée par les Honorées Matriarches sur Jonction.
- Rebecca — Révérende Mère « sauvage » du peuple Juif caché, rencontrée par Lucille sur Gammu après que cette dernière ait été forcé d'atterrir sur la planète, fuyant la destruction de Lampadas par les Honorées Matriarches. Lucille, ayant la charge de la « Horde de Lampadas » (la mémoire des 7 622 014 Révérendes Mères maintenant mortes), transmet son fardeau à Rebecca en partageant sa mémoire avec elle. Rebecca parvient à rejoindre la Planète du Chapitre du B.G., amenant avec elle son « Œuf d'Or » (la mémoire des Sœurs de Lampadas).
- Sabanda — Jeune Révérende Mère capturée et interrogée par Dama, la chef des Honorées Matriarches sur Jonction. Elle meurt de sa propre initiative sans révéler aucune information à son ennemie, sauf le fait que Sheeana est vivante et, à l'amusement de Sabanda, que la Mère Supérieure Odrade surnomme la chef des Matriarches la « Reine Araignée ».
- Streggi — Jeune acolyte du B.G., choisie par Darwi Odrade pour réaliser une carte de la propagation du désert sur la planète du Chapitre. Sert de « monture » au jeune ghola Miles Teg, pour que celui-ci puisse se déplacer rapidement malgré son jeune âge.
- Suipol — Jeune acolyte du B.G., choisie pour servir et accompagner la Mère Supérieure Darwi Odrade dans son voyage sur Jonction avec Tamalane et Dortujla lors de la rencontre avec Dama, la chef des Honorées Matriarches, alors que le ghola Miles Teg prend la tête de la force d'attaque sur Gammu. Tuée par les Honorées Matriarches sur Jonction.

## Techniques
Le Bene Gesserit dispose de plusieurs techniques ou méthodes spéciales, développées secrètement au fil des siècles par l'Ordre et gardées jalousement. Celles-ci lui servent notamment pour acquérir ou maintenir son influence politique, religieuse et économique envers les autres forces de l’Imperium, mais aussi pour le bien de l'humanité en général. En effet, la communauté des Sœurs, qui se considère comme les « bergers de l'humanité », voit dans son œuvre un dessein à très long terme visant à guider l'humanité vers de nouveaux états de conscience et de progrès.

### Programme génétique
La sélection génétique — ou eugénisme — à grande échelle est une pratique centrale de la politique du Bene Gesserit. L'eugénisme est l'innovation principale dans la recherche d'un « humain supérieur » (le Kwisatz Haderach), le B.G. n'ayant pas hésité à lancer un programme génétique couvrant plusieurs centaines de générations pour arriver à cette fin. Dans ce but, les Sœurs utilisent des ordinateurs — pourtant prohibés depuis le Jihad Butlérien — afin de sélectionner et modéliser les caractères génétiques issus de ces croisements.
Les gènes considérés comme intéressants sont croisés à travers l'accouplement de personnes méticuleusement choisies et ce, sur de très nombreuses générations. Les couples impliquant un membre du Bene Gesserit sont toujours planifiés à l'avance et sont décidés pour le bénéfice du programme génétique. Même lorsqu'une personne croit avoir échappé au programme génétique des Sœurs en s'accouplant avec un(e) inconnue, le Bene Gesserit est toujours à l'origine de cette rencontre « fortuite », comme le découvrira un jour avec amertume Miles Teg...
Les membres du Bene Gesserit et leurs agents extérieurs sont sélectionnés, souvent avant leur naissance, par les Maîtresses généticiennes de l'Ordre.
Le but de cette manipulation génétique est la création du Kwisatz Haderach, l'homme qui parviendra à surmonter le rituel de l'Agonie de l'épice pour accéder à la connaissance des vies antérieures de ses ancêtres mâles et femelles, comme le font les Sœurs (mais ces dernières du côté féminin uniquement), mais aussi à avoir la capacité d'explorer l'avenir (la prescience), dépassant de fait les capacités des Sœurs ou des Navigateurs de la Guilde. Cet homme aura alors accès à la Mémoire Seconde des hommes et des femmes et, grâce à cette connaissance du passé, pourra mieux appréhender et maîtriser la vision du futur.
C'est là la base du récit de Dune. Le Kwisatz Haderach est en effet Paul Atréides (bien qu'il s'en défende), le fils de Dame Jessica, une Sœur du Bene Gesserit. Jessica, pour faire plaisir à son mari, le duc Leto Atréides dont elle était amoureuse (ce qui est normalement proscrit dans l'ordre), lui donna un fils au lieu d'une fille, comme cela lui avait été demandé par ses supérieures. Ce changement dans les plans du programme génétique des Sœurs provoqua l'arrivée du Kwisatz Haderach avant le terme prévu, le projet originel du Bene Gesserit devant arriver à son apogée avec le petit-fils de Jessica, qui devait être le fruit de l'union des Maisons Atréides et Harkonnen.

### Missionaria Protectiva
Les sœurs du Bene Gesserit ont parfaitement compris ce que l'exploitation du besoin humain de religion pouvait leur apporter. Dans ce but, des légendes diverses, impliquant des êtres dotés de grands pouvoirs, sont créées de toutes pièces (la Panoplia Propheticus) par la Missionaria Protectiva, une branche du Bene Gesserit, et sont disséminées dans toute la galaxie, à destination de certaines populations précises sur les planètes de l'Imperium que le Bene Gesserit souhaite influencer.
Ainsi, les membres du Bene Gesserit pourront, si besoin est, obtenir rapidement un pouvoir politique et religieux sur une planète où la Missionaria Protectiva aura auparavant « préparé le terrain », en profitant des légendes locales implantés par elles-mêmes. Dans ce but, des sœurs exploratrices-missionnaires de la Missionaria Protectiva sont envoyées sur les mondes habités de l'Imperium afin d'y semer les germes de légendes fabriquées selon les préceptes de la Panoplia Propheticus.
Ainsi, quand Jessica et Paul, en fuite dans le désert d’Arrakis après l’attaque d’Arakeen par les Harkonnens, rencontrèrent le groupe de Stilgar le Fremen, la Missionaria leur sauva la vie : Des siècles auparavant, des sœurs du Bene Gesserit avaient propagé dans la société Fremen une prophétie augurant l’arrivée d’un Messie, fils d’une Révérende Mère. Jessica, interprétant certaines paroles étranges de Stilgar, comprit que la société Fremen avait subi la marque de la Missionaria et que Stilgar attendait, avant de les tuer, des signes tangibles de l’accomplissement de la prophétie. Jessica en tant que Bene Gesserit sut donner les réponses adéquates au Fremen qui épargna leurs vies. Jessica travailla ensuite à renforcer ce mythe pour que son fils Paul devienne le messie attendu par les Fremen.
Cette capacité à créer et organiser les religions servira aussi au Bene Gesserit pour manœuvrer subtilement le clergé d'Arrakis (nommé Rakis à cette époque) post-Tyran, ainsi qu'à subvertir le Bene Tleilax (au moyen du « Manifeste des Atréides », un texte pseudo-religieux écrit en réalité par la Révérende Mère Darwi Odrade) afin de s'allier à lui pour contrer l'attaque des Honorées Matriarches revenues de la Dispersion, mais aussi pour mettre à jour les secrets les plus intimes du Tleilax, notamment les cuves Axolotl.

### Techniques sexuelles
Certaines Révérende Mères du Bene Gesserit, officiant en tant que reproductrices pour l'Ordre, sont entraînées spécifiquement afin de devenir des séductrices expertes, nommées Imprégnatrices. Celles-ci sont spécialisées dans le domaine sexuel et maîtrisent toutes les techniques et postures liées à la séduction et à l'acte sexuel en lui-même.
Le rôle d'une Imprégnatrice, en plus de générer des accouplements choisis pour le programme génétique de l'ordre, est d'« imprégner » des mâles reproducteurs, afin que ceux-ci servent les intérêts de l'Ordre avec leur progéniture, comme ce fut le cas par exemple du Bashar mentat Miles Teg, ou des missions plus spécifiques, comme celle de préparer un homme pour un rôle particulier, comme l'un des gholas de Duncan Idaho qui devait être imprégné par la Révérende Mère Lucille pour une mission de la plus haute importance sur la planète Rakis.
Les techniques sexuelles des Imprégnatrices du Bene Gesserit trouvent leur pendant chez leurs ennemies jurées, les Honorées Matriarches, qui utilisent une forme plus poussée de domination sexuelle afin d’asservir totalement les hommes à leur emprise.

## Disciplines Bene Gesserit
Les membres du Bene Gesserit ont, après leur initiation, accès à un enseignement spécifique très poussé, ainsi qu'à plusieurs disciplines et capacités spéciales, qui font d'elles des adversaires autant craintes que respectées, leurs capacités semblant surnaturelles ou magiques pour un observateur non initié.
Ces diverses connaissances ont été développées, modifiées et codifiées jalousement au fil des millénaires par les Sœurs, et demeurent un des secrets les mieux gardés de l'Ordre. L'importance et la valeur du Bene Gesserit par rapport aux autres factions qui s'agitent dans l'Imperium vient en grande partie de cet enseignement. Preuve de leur valeur, leurs ennemis leur ont attribué le surnom de Sorcières du Bene Gesserit.

### Aptitudes physiques
Parmi les enseignements Bene Gesserit de base, figure l'entrainement physique et mental prana-bindu (« musculature-nerfs »).
Ce terme recoupe diverses techniques visant à développer les capacités physiques et nerveuses (rendement musculaire optimum et réflexes nerveux ultra-rapides). Cet entrainement de longue haleine a pour conséquence de donner aux Révérendes Mères un art de combat mortel, qui fait appel à l'hypersensibilité et à la maitrise totale de tous les muscles du corps et des réactions nerveuses. Les Sœurs poursuivent cet entrainement de manière méthodique tout au long de leur vie active, ce qui fait d'elles des combattantes au corps à corps redoutables, égales aux guerriers Fremen ou aux Sardaukar de l'Empereur Padishah.
Lors de son arrivée chez les Fremen d'Arrakis, Dame Jessica et son fils Paul se serviront de cet enseignement pour former les Fremen dans l'« Art étrange du combat » des Sœurs, leur permettant ainsi de décupler leurs capacités face aux Sardaukar de l'Empereur, et ainsi en triompher. Jessica s'en servira aussi sur le Prince Farad'n de la Maison Corrino, transformant l'étudiant en histoire en redoutable guerrier et en un adepte du Bene Gesserit, à la surprise de sa famille.

### Aptitudes sensorielles
Dès leur plus jeune âge, les acolytes du Bene Gesserit sont éduquées dans la « Manière » Bene Gesserit ; il s'agit d'un apprentissage qui développe et aiguise leurs cinq sens de façon extrême. Cela leur permet d'acquérir une perception de leur environnement, un « sens » de l'observation inédit. Une Bene Gesserit parfaitement entraînée sait reconnaître à d'infimes détails, corporels ou gestuels (un tic gestuel, un mouvement du corps qui passerait inaperçu en temps normal, une odeur particulière, une goutte de transpiration, une altération du ton ou de l'intonation de la voix, etc.), les motivations et les intentions d'un individu donné ou d'un groupe d'individus.
Une Sœur est en mesure de déterminer dans quelle direction va le cours des pensées de son interlocuteur, de connaître son état d'esprit réel (ce qu'il « pense » réellement), s'il cherche à lui dissimuler quelque chose ou à l'orienter sur une fausse piste, s'il est nerveux (et tente de le cacher), ou encore s'il va user de violence contre elle.
En clair, les Sœurs sont formées à lire le « langage du corps » et des émotions chez une personne et, grâce à cet examen subtil, sont capables d'anticiper et de s'adapter en une fraction de seconde à une situation ou une personne dangereuse. De plus, cela leur permet de deviner la vérité dans des propos trompeurs, voire de soutirer une information chez une personne sans qu'elle n'en ait rien dit par elle-même...
Les Sœurs sont aussi capables de détecter, par des signes secrets quasi imperceptibles, la présence de Danseurs-Visage du Bene Tleilax à proximité qui auraient pris possession d'un individu en copiant son apparence. C'est une des raisons de la crainte (et de la haine) du Bene Tleilax envers les Sœurs, ces derniers les nommant à cause de ceci les « Sorcières » du Bene Gesserit.
Cette hypersensibilité sensorielle est l'un des points forts de l'Ordre : certaines Bene Gesserit parmi les plus douées sont spécialement formées en tant que « Diseuses de Vérité ». Celles-ci savent à coup sûr détecter le mensonge ou la vérité chez un individu, et sont de ce fait fort prisées pour leurs capacités. C'est la raison pour laquelle, durant l'âge de l'Imperium, une Diseuse de Vérité se trouvait toujours au sein de la suite de l'Empereur, telle la Révérende Mère Gaius Helen Mohiam qui officiait au côté de l'Empereur Padishah Shaddam IV. Cette proximité avec le pouvoir renforçait par ailleurs la prédominance du Bene Gesserit dans la société de l'Imperium.
Une Bene Gesserit est également capable, par une observation fine de son environnement (comme l'examen de la structure d'une pièce ou de sa forme particulière, de la propagation des flux d'airs ou des sons dans celle-ci), de déterminer s'il existe des passages secrets ou dissimulés dans une pièce, ou encore si des personnes y sont cachées (dans un faux plafond, un faux mur, etc.), en train de l'épier ou se préparant à agir contre elle.
Le Bene Gesserit a également développé des techniques de mémorisation individuelle pour le stockage d'informations dans la mémoire d'un individu, la captation et la retranscription verbale de propos entendus (appelée la « transe mémorielle »), ce qui assure à ses messagères une sécurité accrue et une parfaite efficacité au cours des missions dont elles sont chargées.
Tous ces talents prodigieux font des adeptes du Bene Gesserit des êtres particulièrement compétents à la pratique de l'espionnage, la collecte d'informations, mais également au contre-espionnage. À cet effet, des acolytes sont souvent entraînées puis envoyées « noyauter » des organisations concurrentes ou tout groupe qui les intéresse, afin de soutirer les informations utiles à l'Ordre.

### Maîtrise de la Chimie interne
Les Révérendes Mères du Bene Gesserit, à la suite de l'Agonie de l'épice (voir plus bas), contrôlent parfaitement leur biochimie corporelle, et peuvent ajuster leur métabolisme à volonté. Cela leur permet, entre autres, de contrer les maladies ou les infections diverses, de résister à un état de fatigue important en cas d'effort soutenu, voire à une douleur intense comme dans le cas d'une blessure grave au combat. Elles sont aussi capables, après un rapport sexuel non protégé, de décider d'avoir l'enfant ou non, et peuvent même choisir son sexe en procédant à de légères modifications biochimiques. Par exemple, la Révérende Mère Bellonda était obèse par choix car elle aurait pu, facilement, augmenter son métabolisme pour éliminer son surpoids.
La capacité d'altérer leur métabolisme ouvre aux Sœurs la porte de l'immortalité, mais celles-ci n'osent pas aller dans cette voie car cela, ironiquement, signerait leur arrêt de mort. En effet, le reste de l'Imperium prendrait peur s'il s'apercevait que ces femmes sont sans âge et immortelles, et les persécuteraient pour connaitre leur secret.
Autre capacité étonnante liée à ce contrôle absolu de leur chimie, les Révérendes Mères sont capables de déterminer avec précision les divers éléments composant un plat ou une boisson qu'elles consomment, et peuvent en neutraliser ou annuler les effets, indépendamment du reste (par exemple, si un poison est ajouté dans leur nourriture, elles peuvent en annuler les effets toxiques sans subir de dommages et sans altérer le reste du plat).
Ce contrôle de la chimie interne est primordial à une Sœur du Bene Gesserit pour passer au statut de Révérende Mère. Cette étape, cruciale dans la vie d'une adepte de l'Ordre, est ritualisée par une cérémonie appelée « Agonie de l'épice » : les candidates ingèrent de l'« essence d'épice » (un dérivé de l’Épice), un liquide contenant un poison violent qu'elles doivent neutraliser. La maîtrise de sa biochimie permet à la postulante de transformer la substance toxique en une drogue, qui lui donne accès à la « Mémoire Seconde » (voir section suivante). Cependant, nombreuses sont les Sœurs qui échouent à l'épreuve périlleuse de l'Agonie et qui meurent dans des souffrances atroces.
De plus, si la Sœur qui se soumet à l'Agonie est enceinte, le fœtus court un risque (voir la section Abomination pour plus de détails).

### Mémoire Seconde
Lorsqu'une Révérende Mère survit à l'Agonie de l'épice, elle reçoit la Mémoire Seconde, une formidable « mémoire collective » (mémoire génétique) propre à elle-même et à ses ancêtres. Cette mémoire ancestrale remonte jusqu'au début de l'humanité et rassemble toutes les personnalités et souvenirs des ancêtres de la Révérende Mère, mais uniquement du côté féminin. Ces ancêtres femelles, mortes depuis bien longtemps, continuent pourtant à « vivre » dans l'esprit de la Révérende Mère sous la forme d'une « présence » dans son esprit, désigné par les Sœurs comme le « flot intérieur » ou le « flot simultané ». La Sœur peut ainsi accéder à ces souvenirs, compilés de génération en génération.
Parcourant à volonté ce gigantesque réservoir mémoriel, la Révérende Mère peut sélectionner à loisir n'importe lequel des souvenirs de ces « vies » présentes en elle et voir un évènement passé bien particulier, oublié depuis longtemps (une naissance, une guerre, une cérémonie, un monument, etc.), une information précise qui peut ne plus exister (contenue dans un livre détruit il y a bien longtemps, ou bien dans l'histoire orale d'un peuple oublié) ou encore un lieu ou un objet que l'une de ses « vies » a vu ou possédé. Il est même possible de « voir » une personne décédée depuis des années, des siècles, voire des millénaires et contempler son aspect, ce qu'elle faisait ou entendre ce qu'elle disait, comment elle s'exprimait, etc.
Chaque Révérende Mère peut aussi « communiquer » par la pensée avec les « vies » qu'elle a en elle. Par ce dialogue mental, la Révérende Mère peut recevoir un avis sur une question ou un problème particulier, selon la personnalité que la Révérende Mère sélectionne. Parfois, ces présences s'imposent d'elles-mêmes à l'esprit de la Révérende Mère, notamment pour la prévenir en cas de danger imminent ou pour lui donner une information vitale, mais aussi lorsqu'un « débat » agite la communauté présente dans son esprit (une personne en particulier ou plusieurs) sur une action, pensée ou décision de la Révérende Mère...
Contrairement à un « pré-né » (et à plus forte raison, à un pré-né étant devenu une Abomination), une Révérende Mère garde toujours un contrôle total sur les « vies » qu'elle renferme et ne court pas le risque d'être dominée par cette multitude intérieure, voire un individu unique — seul mais puissant ou influent — au sein de celle-ci. La Révérende Mère peut avoir confiance en ces vies contenues dans son esprit, mais sait qu'il ne s'agit que de mémoires mortes, imparfaites du fait de leur état, et ne perd pas de temps (sauf à ses débuts en tant que Révérende Mère) à les parcourir de long en large.
Avant de mourir, une Révérende Mère a pour devoir de transmettre sa Mémoire Seconde à une autre Révérende Mère, par le biais du « Partage » : les deux Sœurs, se touchant le front, fusionnent alors leur psyché. La révérende Mère mourante « déverse » alors ses souvenirs dans l'esprit de l'autre Révérende Mère, ainsi que les vies qu'elle abritait. Le Partage accompli, la Sœur mourante sera elle aussi contenue en tant que présence psychique dans l'esprit de la Révérende Mère ayant reçut le Partage, et fera partie de ses vies intérieures.
Le seul homme à pouvoir supporter l’Agonie de l’épice et ainsi d’accéder à la mémoire seconde est le Kwisatz Haderach. Paul Atréides est supposé être ce Kwisatz Haderach. Parmi ses descendants, certains possèdent également cette capacité, dont ses enfants : son fils Léto II (l'Empereur Dieu ou le Tyran) et sa fille Ghanima, ou encore un autre descendant plus éloigné, le Bashar Miles Teg, mais qui se manifeste pour ce dernier sous une forme différente.
Dans l'histoire du Bene Gesserit, il est arrivé, de manière exceptionnelle et pour parer un danger extrême menaçant la survie même de l'Ordre, que les Sœurs soient obligées de pratiquer le rituel du « Partage » de masse. Le but était de contrecarrer la mort d'un trop grand nombre de Révérendes Mères en même temps, et ainsi d'éviter la perte irrémédiable de tous leurs souvenirs et leurs lignées ancestrales. Cette pratique, évoquée dans La Maison des Mères, que les Sœurs nomment « Extremis Progressiva », sera utilisée au cours de l'attaque des planètes du Bene Gesserit par les forces des Honorées Matriarches, revenues de la Dispersion. La Révérende Mère Lucille sera notamment chargée d'une mission sur Lampadas, la planète-école du B.G. menacée de destruction par les Honorées Matriarches, recueillant dans son esprit la mémoire de l'ensemble des adeptes de l'Ordre de cette planète.

### La Voix
« Voix (la) : Permet aux adeptes de sélectionner certaines harmoniques de leur voix afin de contrôler les individus. »

— Frank Herbert, Frank Herbert, Dune, vol. tome II, Paris, France, Robert Lafont, 1972, 348 p. [détail de l’édition] (ISBN 2-266-02665-8), page 410
Par l’utilisation d’harmoniques spéciales, la Voix permet d’influer directement sur les centres nerveux d’un être humain, d’obtenir son obéissance rapide à des ordres brefs. C’est ainsi que Gaius Helen Mohiam ordonne à Paul Atréides de venir auprès d’elle pour l’épreuve du Gom Jabbar.
La Voix permet également d’insuffler un état émotionnel propice, ou de paralyser brièvement.
En modulant subtilement la Voix, une Bene Gesserit peut ordonner, de façon subconsciente, à un individu d’obéir à son commandement, que la personne soit consciente ou non de l’utilisation de cette technique. Ce contrôle peut être utilisé soit de façon subtile sur les motivations et les pensées, soit de façon brutale pour forcer des actions physiques de la personne visée. L’entraînement à la Voix reste indépendant du rituel d’une Révérende Mère, ce qui fait qu’une personne extérieure au Bene Gesserit peut apprendre à utiliser La Voix.
Au cours de sa formation, chaque acolyte du Bene Gesserit est entraînée à soumettre une personne en utilisant certaines harmoniques de sa voix, qui paralysent ou subjuguent un individu. Au préalable, la Sœur doit étudier la cible pendant un moment, c'est-à-dire qu'elle doit collecter suffisamment d'informations sur la personnalité de cette dernière afin de pouvoir employer la Voix de manière optimale contre elle (dialogue et observation directe de la cible).
La victime de la Voix, si elle n'est pas préparée à subir cette attaque, est sous la domination totale de la Sœur pendant quelques secondes et obéit de manière forcée à ses commandements. Même chez des individus préparés à subir la Voix à pleine intensité, l'expérience est souvent difficile à endurer, notamment si la Sœur est une Révérende Mère, chez laquelle cette technique, affinée à l'extrême, devient une arme d'une grande puissance. Les Sœurs parlent alors de « Grand Contrôle ».
Avant que la famille de Leto Atréides ne s’établisse sur Dune, Jessica commence à instruire Paul. Après que la Révérende Mère Mohiam a testé Paul, elle dit à Jessica : « Tu l’as éduqué dans la Manière. J’en vois les signes sur lui… J’aurais fait de même à ta place. Au diable les règles. Mais à présent je t’avertis. Ne tiens plus compte de la progression régulière de son éducation. Pour sa propre sécurité, il lui faut La Voix. Déjà, il en a quelque idée, mais nous savons toutes les deux qu’il a besoin de beaucoup plus… Et de toute urgence ».
La Voix peut également servir dans toute conversation pour aider à convaincre, persuader, influencer ou simplement augmenter l’effet du discours. La Voix est inutile contre les personnes qui ne peuvent pas entendre leur interlocuteur ; la Voix est limitée contre les personnes entraînées mentalement, qu’elles soient Révérendes Mères ou Mentats. Une personne déjà entraînée à se servir de la Voix peut facilement détecter l’utilisation de cette dernière par une autre personne.
Dans La Bataille de Corrin, il est indiqué que la première Bene Gesserit à utiliser la Voix serait Raquella Berto-Anirul, la fondatrice de l’ordre. La Révérende Mère Sheana est notamment connue pour avoir possédé des rudiments de la Voix avant sa formation par le Bene Gesserit, comme remarqué par Darwi Odrade lorsqu'elle prit en charge son éducation sur Rakis. Dans le film  Dune la Voix est utilisée par Gaius Helen Mohiam sur un animal des  Harkonnen.

### Litanie contre la peur
La Litanie contre la peur est une méthode d'autosuggestion utilisée par les sœurs du Bene Gesserit pour s'affranchir d'une peur ou d'une angoisse. La Litanie a été développée en des temps anciens par une sœur et fut transmise depuis, de génération en génération. Dame Jessica l'a apprise à son fils, Paul Atréides et ce dernier l'utilisa, entre autres, sur Caladan quand la Révérende Mère Gaius Helen Mohiam vint tester son humanité.
La Litanie, similaire dans son esprit à un mantra, est récitée mentalement par le bénéficiaire :

« Je ne connaîtrai pas la peur car la peur tue l'esprit. La peur est la petite mort qui conduit à l'oblitération totale. J'affronterai ma peur. Je lui permettrai de passer sur moi, au travers de moi. Et lorsqu'elle sera passée, je tournerai mon œil intérieur sur son chemin. Et là où elle sera passée, il n'y aura plus rien. Rien que moi. »

## Faiblesses

### Dépendance au Mélange
Les Révérendes Mères sont dépendantes du Mélange (l'Épice) qui leur donne leurs pouvoirs. Le Mélange devient une addiction chez quiconque le consomme ; cependant, chez les personnes qui ont subi l'Agonie de l'épice, les effets en sont beaucoup plus importants puisque leur survie n'est possible que si elles continuent à en consommer, leur métabolisme, saturé d’Épice (un peu comme chez les Navigateurs de la Guilde, mais n'entrainant pas de transformation physique), ne pouvant fonctionner sans.
Or, le Mélange est coûteux et ne cesse de drainer les richesses du Bene Gesserit. Ainsi, la plus grande menace qui pèse sur l'ordre des Sœurs serait de leur couper l'approvisionnement en Mélange (ce qui arriva presque à l'époque de L'Empereur-Dieu de Dune, les Sœurs à cette époque étant réduites à s'accrocher à leur allocation d’Épice distribuée par Leto II), raison pour laquelle elles chercheront, dans Les Hérétiques de Dune, à rallier à eux le Bene Tleilax (qui a réussi à créer l'Épice de synthèse) pour connaître leur secret.

### Abomination
Une sœur du Bene Gesserit qui survit au rituel de l'Agonie de l'épice devient une Révérende Mère et reçoit la mémoire Seconde, accédant ainsi aux personnalités et souvenirs de ses ancêtres qui « habitent » en elle. Une Révérende Mère adulte est apte à gérer la présence de ces « voix intérieures » car elle a eu le temps de développer sa propre personnalité, fondée sur des souvenirs bien à elle.
Cependant, si une Sœur subit l'Agonie alors qu'elle porte un enfant, le fœtus qu'elle porte sera également inclus dans le processus, acquérant de fait lui aussi la mémoire Seconde. L'enfant est alors nommé « pré-né » (éveillé à la conscience prématurément).
Étant donné que le pré-né n'a pas encore eu le temps de développer une psyché suffisamment forte quand il reçoit la mémoire de ses ancêtres, il est susceptible de tomber sous l'influence de l'une des personnalités contenues dans sa mémoire, et court le risque d'être ainsi « possédé » par l'un de ses ancêtres influents, qui pourra s'emparer de sa personnalité et agir à sa place.
Ainsi, la Révérende Mère Anirul, femme de l’Empereur Shaddam IV en sera atteinte, de même qu'Alia Atréides, la sœur de Paul Atréides, progressivement dominée par son ancêtre du côté maternel, son grand-père défunt, le baron Vladimir Harkonnen, père caché de dame Jessica.
L'Abomination conduira Alia à imposer une dictature religieuse, du fait des mauvais conseils prodigués par la présence du baron Harkonnen dans son esprit (contrairement aux Révérendes Mères, l'Abomination a aussi accès à la mémoire de ses ancêtres masculins).
Ce type de possession est appelé l'« Abomination » par le Bene Gesserit, et tout individu possédé de la sorte doit être tué sur le champ. Les Fremen ont aussi un rituel pour cette occasion, appelé le « Jugement en possession », qui sert à déterminer si un individu est possédé.
Quand les enfants de Paul Atréides, (Leto II et Ghanima), naquirent, ils obtinrent aussi la mémoire Seconde, mais purent (en partie) développer une psyché apte à les protéger, aidés en cela par certaines de leurs présences intérieures (notamment leurs parents) qui les protégèrent de la possession.

### Peur de l'amour
Dans La Maison des mères en particulier, il est fait référence à de nombreuses reprises à la peur et/ou la défiance du Bene Gesserit face à l'amour, un sentiment que les membres de l'Ordre sont tenus de ne pas pratiquer.
L'exemple récurrent est le « Crime de Jessica » (c'est-à-dire l'amour de dame Jessica pour le duc Leto), ce qui causa en fin de compte l'arrivée inattendue du Kwisatz Haderach (Paul Atréides) et de son fils Leto II le Tyran, qui mit le Bene Gesserit et l'Imperium sous sa coupe pendant des millénaires grâce à son Sentier d'Or, les Sœurs ne voulant plus jamais réitérer cette expérience.
Dans ce même roman, on voit l’exemple de Dortujla, une sœur du Bene Gesserit exilée sur une planète disciplinaire après avoir commis un crime similaire.